# Werner Van Sevenant
Werner Van Sevenant is een personage uit de Vlaamse soap Thuis dat gespeeld werd door Peter Van Asbroeck van 1997 tot 2007.

## Biografie
Werner werkte vroeger als kok op een cruiseschip, maar hij liet die job vallen om voor zijn zus Veronique Van Sevenant te kunnen zorgen, die het erg moeilijk had na de scheiding met Lou Swertvaeghers.
Zijn ervaring als kok kwam Werner goed van pas om Ter Smissen over te nemen en Werner besloot zich te settelen. Niet veel later begon hij een relatie met Bianca Bomans.
Niet veel later raakt Werner echter betrokken bij een auto-ongeval, waardoor hij een tijdje verlamd is aan zijn benen. De wereld van Werner stort in en hij wil zich afsluiten van de buitenwereld, maar Bianca weigert hun relatie op te geven.
Uiteindelijk groeien de twee toch uit elkaar en bouwt Werner langzaam maar zeker een band op met dokter Valerie Wijndaele, die hem verzorgt in het ziekenhuis en bijstaat in zijn revalidatie.
Later revalideert Werner volledig, vormt hij een koppel met Valerie en krijgen ze een dochter, Julie Van Sevenant.
Na de geboorte van Julie vraagt Werner Valerie ten huwelijk, maar dat is zeer tegen de zin van Isabelle Vinck, Valeries jaloerse zus, die erin slaagt Werner te verleiden met een van haar fotomodellen.
Het slippertje komt aan het licht en het huwelijk gaat niet door.
Wanneer Valerie overtuigd is van de goede bedoelingen van Werner en het kwaad opzet van Isabelle, besluit ze hem een tweede kans te geven en trouwen ze alsnog.
Maar het geluk is van korte duur, Valerie vindt dat Werner veel te laks is tegenover Veronique, die eerst al Julie ontvoerde en later in een sekte belandde waardoor Werner zijn reisplannen in extremis nog moest afgelasten om voor Veronique te zorgen.
Nadat Valerie naar Nieuw-Zeeland vertrok met Julie, en Werner alleen achterbleef ging het koppel uit elkaar en kwam het tot een scheiding.
Enkele maanden later wordt Eva Verbist verliefd op Werner, maar hij gaat niet in op haar intenties. Werner beseft echter dat hij toch van Eva houdt, maar ze heeft met Jan Reimers al een nieuwe vriend waarmee ze zelfs zal trouwen. Werner doet er alles aan om het huwelijk te verhinderen, maar Eva kiest toch voor Jan en wordt even later zwanger.
Terwijl Jan een week weg was, is er een slippertje geweest tussen Eva en Werner, waardoor Werner meent dat hij de vader is van het ongeboren kind. Een DNA-test zal later echter uitwijzen dat niet Werner, maar toch Jan de vader is.
Die is de talrijke pogingen van Werner om Eva voor zich te winnen beu, en wanneer hij zichzelf niet kan beheersen gaat hij Werner te lijf in de stallen van Ter Smissen. Werner verdedigt zich maar doodt daarbij Jan. Er komt geen gevangenisstraf voor Werner.
Intussen was Werner samen met zijn vriend Luc Bomans de broodjeszaak Ter Smissen Baget opgestart. Na een tijdje liet hij de zaak over aan Luc en Femke Fierens en verkoopt hij ook Ter Smissen om een fitnesszaak op te richten, Fit & Fun.
Na het bekendmaken van de DNA-test waaruit blijkt dat Werner niet de vader is van Nand Reimers en de afwijzingen van Eva onderneemt Werner een zelfmoordpoging door met zijn motor in een ravijn te rijden. Hij overleeft het en vindt na enkele weken troost in de armen van Martine Lefever met wie hij een relatie begint en gaat samenwonen.
Plots krijgt Werner bericht dat zijn ex-vrouw Valerie overleden is in Australië door een auto-ongeval. Werner reist erheen met de bedoeling Julie mee te nemen naar België, maar dat is tot groot ongenoegen van John, de nieuwe vriend van Valerie, die weet dat hij juridisch geen rechten heeft maar toch probeert aan te tonen dat de nieuwe thuis van Julie bij hem is.
Wanneer Julie even later gebeten wordt door een heel gevaarlijke en giftige slang en Werner en John haar samen kunnen redden, beseft Werner dat John het goed voor heeft met zijn dochter en besluit hij dat ze in Australië mag blijven wonen.
Martine begint opnieuw gevoelens te krijgen voor haar ex-man Eric Bastiaens omdat hij hartklachten heeft en vaak over de vloer komt in Fit & Fun om aan zijn gezondheid te werken. De relatie tussen Werner en Martine gaat daardoor bergaf en uiteindelijk gaan ze uit elkaar.
Meteen na de breuk stelt Werner alles in het werk om zijn oude liefde Eva voor zich te winnen, maar die heeft een relatie met Maarten Reimers, de broer van Jan. Maarten kan het niet verkroppen dat Werner nog steeds verliefd is op Eva en zij nu bij hem werkt, en nadat Maarten reeds zijn moeder om het leven had gebracht met vergif wilde hij samen met Eva en haar 2-Jarige zoontje, Nand, sterven in de brand die hij thuis had aangestoken.
Femke rook onraad en verwittigde Werner, die nog net op tijd Eva en Nand uit de vlammenzee kon redden.
Daardoor beseft Eva dat ze toch van Werner houdt en ze beginnen samen een relatie. Maar dan krijgen ze een telefoontje dat John, de Australische stiefvader van Julie, overleden is aan een hevige ziekte, en daarom keert Julie terug naar België. In december 2007 verhuizen Eva, Werner, Julie, en Nand, naar Zuid-Afrika, waar Eva nog familie heeft.